# Cyrtocoryphes viridiceps
Cyrtocoryphes viridiceps är en stekelart som beskrevs av Timberlake 1926. Cyrtocoryphes viridiceps ingår i släktet Cyrtocoryphes och familjen sköldlussteklar.
Artens utbredningsområde är Fiji. Inga underarter finns listade i Catalogue of Life.